# Testemunho de simplicidade
O testemunho de simplicidade , é uma descrição breve das ações geralmente escolhidas pelos Quakers para viver uma vida simples, a fim de focarem-se no que é mais importante, e ignorar ou deixar de lado o que é menos importante.
Os Quakers acreditam que a vida espiritual de uma pessoa, e o caráter dela, são mais importantes que a quantidade de bens que possuem ou seu valor monetário. Os Quakers acreditam que uma pessoa deve usar seus recursos, incluindo dinheiro e tempo, deliberadamente de formas que sejam as mais prováveis de tornar a vida realmente melhor para si mesmo e para outros. A palavra testemunho descreve a forma que os Quakers dão evidência de suas crenças no cotidiano. Um testemunho, então, não é meramente uma crença, mas uma ação dedicada, que parte da experiência religiosa dos Quakers. O testemunho da simplicidade inclui a prática entre os Quakers de estarem mais preocupados com a condição interior de uma pessoa, do quê com a aparência externa, e com outras pessoas mais do quê consigo mesmo.

## Explicação geral
Os Quakers iniciais acreditavam que era importante evitar o supérfluo nas vestimentas, na fala, e nas possessões materiais, pois estas coisas tendem a distrair a pessoa de seguir a orientação pessoal de Deus. O supérfluo também tende a causar uma pessoa a focar-se mais em si do que em seus irmãos seres humanos, em violação do ensinamento de Jesus Cristo "ame seu vizinho como a ti mesmo". Esta ênfase em simplicidade, como foi chamada, fez os Quakers em certas épocas e lugares serem facilmente reconhecíveis pela sociedade a seu redor, particularmente pelas suas vestimentas simples nos séculos XVIII e XIX.
Orgulho pessoal não se limita ao sangue nobre. Ele leva as pessoas a valores elevados de si mesmas, especialmente se elas têm alguma predisposição de forma ou beleza. Algumas estão tão tomadas por si mesmas, que pensam que nada mais merece sua atenção. Sua estupidez diminuiria, se pudessem poupar, para pensar em Deus, metade do tempo que usam para lavaram-se, perfumaram-se, pintarem-se e vestirem-se. Nestas coisas, são precisos, bem artificiais, e não poupam esforços. Mas o que agrava o mal é que o orgulho de 1 poderia confortavelmente suprir as necessidades de 10. A falta grosseira de piedade é que o orgulho de uma nação deva ser mantida bem na cara de seus pobres.— William Penn, No Cross No Crown
Simplicidade, para os Quakers, tem sido em geral uma referência para bens materiais. Quakers com frequência limitaram suas possessões àquilo que eles necessitavam para viver a vida deles, ao invés de acumulares luxos. O testemunho não é apenas sobre a natureza das possessões materiais de uma pessoa, mas ao invés disto, engloba também a atitude de uma pessoa em relação a esses bens materiais. Muitos Quakers que foram considerados exemplares também foram ricos; o seu comprometimento para com o testemunho, no entanto, levou-os a usar sua riqueza para propósitos espirituais, incluindo ajudar os pobres e oprimidos. Por outro lado, outros Quakers, tal qual John Woolman, abriram mão de grande parte de sua riqueza e posição econômica, quando sentiram que ela tinha se tornado um fardo espiritual.
Em décadas recentes, Quakers deram ao Testemunho uma dimensão ecológica: que os Quakers não deveriam usar mais do quê sua fatia justa dos recursos limitados da Terra.
Como muitos aspectos da vida Quaker, a prática da simplicidade evoluiu ao longo do tempo, apesar disto ser baseado em princípios que têm sido uma parte constante do pensamento Quaker. Estes princípios agora formam parte dos testemunhos Quaker. A simplicidade é algo que pode ser observado ainda hoje entre os Quakers modernos, por não seguirem tendências de moda ou comprarem roupas extravagantes.
Este testemunho também encontra expressão na tradição de paredes simples e mobiliário funcional em centros de convenção Quaker.